# Kroatische Eishockeyliga 1995/96
Die Saison 1995/96 war die fünfte Spielzeit der kroatischen Eishockeyliga, der höchsten kroatischen Eishockeyspielklasse. Meister wurde zum insgesamt vierten Mal in der Vereinsgeschichte der KHL Zagreb.

## Modus
In der Hauptrunde absolvierte jede der vier Mannschaften insgesamt elf Spiele. Die beiden Erstplatzierten qualifizierten sich für das Meisterschaftsfinale. Für einen Sieg erhielt jede Mannschaft zwei Punkte, bei einem Unentschieden gab es einen Punkt und bei einer Niederlage null Punkte.

## Hauptrunde
|    | Klub                 | Sp | S  | U | N  | Tore   | Punkte |
| -- | -------------------- | -- | -- | - | -- | ------ | ------ |
| 1. | KHL Mladost Zagreb   | 15 | 13 | 0 | 2  | 112:23 | 26     |
| 2. | KHL Zagreb           | 15 | 11 | 0 | 4  | 108:33 | 22     |
| 3. | KHL Medveščak Zagreb | 15 | 6  | 0 | 9  | 106:59 | 12     |
| 4. | INA Sisak            | 15 | 0  | 0 | 15 | 16:227 | 0      |

Sp = Spiele, S = Siege, U = Unentschieden, N = Niederlagen

## Playoffs

### Serie um Platz drei
- KHL Medveščak Zagreb – INA Sisak 2:0 (16:4, 11:3)

### Finale
- KHL Mladost Zagreb – KHL Zagreb 0:3 (1:4, 2:6, 2:6)